# Apollo–19
Az Apollo-program egyik törölt missziója, költségvetési okokból kifolyólag a NASA törölni kényszerült az utolsó három tervezett Apollo-küldetést, ezek egyike lett volna az Apollo–19.

## Kijelölt személyzet
- Fred Wallace Haise Jr.
- William Reid (Bill) Pogue
- Gerald (Gerry) Paul Carr